# Siamo degli Urali
Siamo degli Urali (Мы с Урала) è un film del 1943 diretto da Aleksandra Chochlova e Lev Vladimirovič Kulešov.